# 舒川警察署
舒川警察署（ソチョンけいさつしょ）は、忠南地方警察庁所管の警察署である。

## 管轄区域
- 舒川郡

## 沿革
- 1945年10月21日 - 開署

## 管轄地区隊
- 西林地区隊
- 錦江地区隊

## 管轄派出所
- 庇仁派出所
- 板橋派出所
- 韓山派出所
- 西面派出所
- 馬西派出所

## 管轄治安センター
- 麒山治安センター
- 時草治安センター
- 吉山治安センター
- 文山治安センター
- 馬山治安センター
- 華陽治安センター

## 管轄分署
- 鍾川分署